# Lu Ji
Lu Ji (陸機; 261 – 303) è stato uno scrittore e poeta cinese, autore de Il Fu della letteratura(文賦).